# 奇幻星雲
奇幻星雲（日语：セイウンワンダー），是日本純種競賽馬匹。生涯活躍於一哩賽事，曾於2008年勝出一級賽朝日盃未來錦標。

## 出賽前
2006年4月30日出生於北海道新日高町筒井征文牧場，成長途中於拍賣會上被馬主大谷高雄以2730萬日圓購入。
其後交由栗東訓練中心練馬師領家政藏訓練。

## 競賽生涯

### 2歲
2008年6月21日出戰阪神競馬場2歲新馬戰，比賽途中一直保持於第二的位置並於直路跑出全場最快末腳，雖然最終仍然未能追上領放馬Tsurumaru Japan下以1/2馬位差距落敗，但其成功拉開第三名Riddick 9馬位。
7月12日出戰2歲未勝利戰，本次比賽繼續於第二的位置推進，進入直路逐步加速，最終跑出全場最快末腳下取得領先並不斷拋離對手，以6馬位巨大優勢取得首勝。
9月7日出戰新潟兩歲錦標，賽前獲得第一人氣。比賽開始後，其因漏閘而未能採用上兩仗的先行戰術，因而選擇於最後方位置穩步推進等待時機。進入直路後，其順應騎師岩田康誠的指揮抽出大外檔望空，不斷加速強襲下以成功一穿十四超越前方所有對手，最終以1 1/2馬位優勢戰勝Tsukuba Hokuto O取得首個分級賽冠軍。
其後原定以每日盃兩歲錦標或東京體育盃兩歲錦標作爲目標，然而受到蹄球炎的影響下避戰，最終於休養過後直走一級賽朝日盃未來錦標。比賽開始後，其保持於中團約莫第七的位置推進，進入對面直路後稍爲墮後保留體力。進入直路後，騎師岩田趁前方賽駒紛紛抽出外檔的時機指揮其於內欄位置加速，最終於其不斷衝刺突破之下取得領先並成功頂住外檔追擊的五花馬之壓力，以頭位優勢險勝對手贏得首個一級賽冠軍，亦成功達成和父系草上飛的父子制霸。
年末，由於其取得三連勝及一級賽冠軍，因而於評選中以263票當選最佳2歲雄馬。

### 3歲
2009年3月8日出戰皋月賞條件戰彌生賞，雖然於比賽途中早早佔據先頭位置並順利推進，但於直路上因失速未能保持優勢，最終以第八落敗。
縱然其於彌生賞中失利，但於其後仍然按照原定計劃出戰皋月賞。比賽開始後，其保持於中團後方位置逐步推進，通過對面直路時候稍爲放緩節奏而順應步速。通過最後彎道時，其成功抽出外檔並展開加速，可惜仍然未能追上率先衝出的所向披靡下，亦被同爲後上馬的凱旋曲壓制，最終獲得第三的戰績。
5月31日出戰東京優駿（日本打吡），雖然比賽途中保持於中團靠後位置穩定節奏，但於進入直路後受限於大爛地完全無法發力加速，最終沉沒於馬群之下而第十三大敗。
夏季休養過後於秋季以神戶新聞盃及菊花賞作爲目標，雖然其未能以凌厲的姿態掄元，但於兩場比賽途中均表現不俗並取得兩連季。
12月27日出戰有馬紀念，縱然其本次爲其首次和年長馬匹決戰，但於比賽途中仍然可以保持沉穩的狀態於後方等待時機，通過第三彎道後一舉衝出加速，最終跑獲一席毫不失禮的第六。

### 4歲
2010年年初出戰讀賣盃，比賽途中選擇於約莫第十一的位置逐步推進，並於比賽途中保持較爲緩慢的節奏。進入直路後，其以不俗的反應衝出並跑出全場第二快末腳，但最終未能追上帝王加冕、凱旋曲及北國隊長下以第四完賽。
其後原定出戰安田紀念，但於被排除於賽事名單之外的情況下陣營決電改變目標爲秋季天皇賞，並於6月13日出戰葉森盃作爲增程的試驗。比賽開始後，其一開始順利出閘並進佔內欄第五的位置，但通過彎道後隨即被騎師福永祐一稍爲收緊並後退至到約莫第八。進入直路後，其由所在位置不斷加速衝刺，最終成功於終點線前將手稍早前衝出的國際高球及Captain Vega追至平頭，而照片判定則確認奇幻星雲以鼻位的細微差距勝出。
兩週過後隨即出戰寶塚紀念再度試驗增程後的真正實力，然而於比賽途中於直路急劇失速，最終以尾二第十六大敗。
入秋後陣營原定安排其以公開賽仙后座錦標作爲起動戰，然而於訓練途中被發現右前腳患有肌腱炎，避戰之餘更被送至位於福島縣磐城市的競走馬綜合研究所常磐分所（今競走馬康復中心）進行長期休養，直接跳過了5歲生涯。

### 6歲
進入2012年，其原本有望返回馬房訓練並備戰秋季的賽事，然而被發現肌腱炎復發下陣營決定安排其退役，並於10月7日在本年度未出戰任何賽事的情況下取消日本中央競馬會的賽駒註冊。

### 競賽生涯
| 日期       | 舉辦國家 | 馬場 | 距離   | 級別   | 賽事名稱       | 負重 | 騎師     | 馬號 | 出馬 | 名次 | 時間   | 頭馬（二馬）         |
| ---------- | -------- | ---- | ------ | ------ | -------------- | ---- | -------- | ---- | ---- | ---- | ------ | -------------------- |
| 21/6/2008  | 日本     | 阪神 | 草1600 |        | 2歲新馬        | 54   | 岩田康誠 | 8    | 9    | 2    | 1:35.5 | Tsurumaru Japan      |
| 12/7/2008  | 日本     | 阪神 | 草1600 |        | 2歲未勝利      | 54   | 岩田康誠 | 13   | 14   | 1    | 1:35.6 | （Meiner Sorrento）  |
| 7/9/2008   | 日本     | 新潟 | 草1600 | JpnIII | 新潟兩歲錦標   | 54   | 岩田康誠 | 8    | 15   | 1    | 1:35.4 | （Tsukuba Hokuto O） |
| 21/12/2008 | 日本     | 中山 | 草1600 | JpnI   | 朝日盃未來錦標 | 55   | 岩田康誠 | 3    | 16   | 1    | 1:35.1 | （五花馬）           |
| 8/3/2009   | 日本     | 中山 | 草2000 | JpnII  | 彌生賞         | 56   | 岩田康誠 | 6    | 10   | 8    | 2:04.4 | 宇宙無極             |
| 19/4/2009  | 日本     | 中山 | 草2000 | JpnI   | 皋月賞         | 57   | 内田博幸 | 15   | 18   | 3    | 1:59.0 | 所向披靡             |
| 31/5/2009  | 日本     | 東京 | 草2400 | JpnI   | 東京優駿       | 57   | 福永祐一 | 11   | 18   | 13   | 2:36.3 | 宇宙無極             |
| 27/9/2009  | 日本     | 阪神 | 草2400 | JpnII  | 神戶新聞盃     | 56   | 福永祐一 | 11   | 14   | 3    | 2:24.6 | 至尊無上             |
| 25/10/2009 | 日本     | 京都 | 草3000 | JpnI   | 菊花賞         | 57   | 福永祐一 | 12   | 18   | 3    | 3:03.7 | Three Rolls          |
| 27/12/2009 | 日本     | 中山 | 草2500 | GI     | 有馬紀念       | 55   | 藤田伸二 | 14   | 16   | 6    | 2:31.6 | 夢之旅               |
| 17/4/2010  | 日本     | 阪神 | 草1600 | GII    | 讀賣盃         | 57   | 福永祐一 | 7    | 18   | 4    | 1:33.2 | 帝王加冕             |
| 13/6/2010  | 日本     | 東京 | 草1800 | GIII   | 葉森盃         | 57   | 福永祐一 | 2    | 18   | 1    | 1:46.1 | （國際高球）         |
| 27/6/2010  | 日本     | 阪神 | 草2200 | GI     | 寶塚紀念       | 58   | 福永祐一 | 6    | 17   | 16   | 2:14.8 | 中山慶典             |

## 退役後
退役後，奇幻星雲並未入種，而是在接受閹割後於北海道浦河町日高育成牧場休養，在2013年作爲乘騎馬使用，期間亦有接受訓練並出戰場地障礙賽。
2021年，其更成爲牧場內用以推廣賽馬文化的普及馬，除了於平日繼續供職員作乘騎培訓外，亦會於週末作爲町內的少年體育團及高中馬術部的訓練馬使用。

## 血統簡介
父系草上飛爲美國生產的日本賽駒，生涯戰績優秀，曾勝出朝日盃三歲錦標及寶塚紀念，亦曾連霸有馬紀念。祖父Silver Hawk爲美國生產的愛爾蘭賽駒，生涯戰績不俗，曾勝出三級賽卡拉芬錦標，亦於一級賽愛爾蘭打吡及葉森打吡分別取得亞軍及季軍。
母系Seiun Kunoichi爲日本賽駒，生涯八戰全敗。外祖父週日寧靜是美國三冠賽雙料冠軍馬，退役後在日本配種，在日本馬壇相當成功，贏得多項分級賽事，其子嗣贏得巨額獎金，連續12年成為日本冠軍種馬。

### 血統表
| 父線：雷弼圖系（Hail to Reason系）               |                             |                |                 |
| 種馬 草上飛 1995年（栗色）                       | Silver Hawk 1979年（棗色）  | 雷弼圖         | Hail to Reason  |
| 種馬 草上飛 1995年（栗色）                       | Silver Hawk 1979年（棗色）  | 雷弼圖         | Bramalea        |
| 種馬 草上飛 1995年（栗色）                       | Silver Hawk 1979年（棗色）  | Gris Vitesse   | Amerigo         |
| 種馬 草上飛 1995年（栗色）                       | Silver Hawk 1979年（棗色）  | Gris Vitesse   | Matchiche       |
| 種馬 草上飛 1995年（栗色）                       | Ameriflora 1989年（棗色）   | 單色           | 北地舞人        |
| 種馬 草上飛 1995年（栗色）                       | Ameriflora 1989年（棗色）   | 單色           | Pas de Nom      |
| 種馬 草上飛 1995年（栗色）                       | Ameriflora 1989年（棗色）   | Graceful Touch | His Majesty     |
| 種馬 草上飛 1995年（栗色）                       | Ameriflora 1989年（棗色）   | Graceful Touch | Pi Phi Gal      |
| 繁殖雌馬 Seiun Kunoichi 1998年（棕色）           | 週日寧靜 1986年（棕色）     | Halo           | Hail to Reason  |
| 繁殖雌馬 Seiun Kunoichi 1998年（棕色）           | 週日寧靜 1986年（棕色）     | Halo           | Cosmah          |
| 繁殖雌馬 Seiun Kunoichi 1998年（棕色）           | 週日寧靜 1986年（棕色）     | Wishing Well   | Understanding   |
| 繁殖雌馬 Seiun Kunoichi 1998年（棕色）           | 週日寧靜 1986年（棕色）     | Wishing Well   | Mountain Flower |
| 繁殖雌馬 Seiun Kunoichi 1998年（棕色）           | Anchor Steam 1988年（棕色） | Real Shadai    | 雷弼圖          |
| 繁殖雌馬 Seiun Kunoichi 1998年（棕色）           | Anchor Steam 1988年（棕色） | Real Shadai    | Desert Vixen    |
| 繁殖雌馬 Seiun Kunoichi 1998年（棕色）           | Anchor Steam 1988年（棕色） | Aire Tesco     | Tesco Boy       |
| 繁殖雌馬 Seiun Kunoichi 1998年（棕色）           | Anchor Steam 1988年（棕色） | Aire Tesco     | Aire Verse      |
| 雌系：號族：3-l                                  |                             |                |                 |
| 五代內近親交配：雷弼圖 3×4、Hail to Reason 4×4×5 |                             |                |                 |

## 命名由來
名字中，Seiun（セイウン）繼承自母系Seiun Kunoichi之名字，Wonder（ワンダー）則繼承自父系草上飛的名字，兩者結合後意思是：「驚奇的星雲」，香港則以「奇幻星雲」作為翻譯。

## 外部連結
- 奇幻星雲 netkeiba.com （页面存档备份，存于）
- 血統表 （页面存档备份，存于）